# شيخ تشوبان (سقز)
قرية شيخ تشوبان (بالكردية: شێخ چۆپان) هي إحدى القرى التابعة لـتموغه في ريف قسم مركزي من مقاطعة سقز، في محافظة كردستان الإيرانية.

## السكان
حسب إحصاءات سنة 2006، بلغ إجمالي السكان في شيخ تشوبان 400 نسمة وعدد المساكن 62 مسكن. لغة سكان شيخ تشوبان هي اللغة الكردية و هم من أهل السنة والجماعة والمذهب الشافعي.